# SGI Onyx2
SGI Onyx2, nombre en clave Kego, es una familia de sistemas de visualización desarrollados y fabricados por SGI, introducidos en 1996 para suceder al Onyx. La arquitectura básica del sistema de Onyx2 se basa en los servidores Origin 2000, pero con la inclusión de hardware de gráficos. En 2000, el Onyx2 fue sucedido por el Onyx 3000 y Onyx 300, y se discontinuó el 27 de junio de 2003. Estos sistemas funcionan con IRIX 6.4 o 6.5. 

## Modelos
| Modelo                | # de CPU | Memoria         | # de tuberías de gráficos | Chasis             | Introducido | Interrumpido        |
| --------------------- | -------- | --------------- | ------------------------- | ------------------ | ----------- | ------------------- |
| Onyx2 Deskside        | 1 a 4    | 128 MB a 8 GB   | 1                         | Deskside           | ?           | 27 de junio de 2003 |
| Rack individual Onyx2 | 2 a 8    | 128 MB a 16 GB  | 1 o 2                     | Estante individual | ?           | 27 de junio de 2003 |
| Onyx2 Multi-Rack      | 4 a 128  | 256 MB a 256 GB | 1 a 16                    | Multi Rack         | ?           | 27 de junio de 2003 |

## Microprocesador
El Onyx2 utiliza el microprocesador MIPS R10000 con frecuencia de 150, 175, 180 y 195 MHz, más tarde aumentado a 250 MHz, cortesía de un proceso de reducción de 0,35 a 0,25 micrómetros. Posteriormente, se pusieron a disposición versiones con CPU R12000 a 300 y 400 MHz, y CPU R14000 a 500 MHz 

## Subsistema de gráficos
En el momento de su introducción, el Onyx2 se podía configurar con los subsistemas gráficos Reality, InfiniteReality o InfiniteReality2 . Más tarde, InfiniteReality2E se puso a disposición y luego InfiniteReality3, en abril de 2000. 